# Pentanoate de pentyle
Le pentanoate de pentyle est l'ester de l'acide pentanoïque et du pentan-1-ol et de formule semi-développée CH3(CH2)3COO(CH2)4CH3, utilisé dans l'industrie alimentaire et dans la parfumerie comme arôme. 